# 马里奥·皮齐奥洛
马里奥·皮齐奥洛（義大利語：Mario Pizziolo，1909年12月8日—1990年4月30日），意大利男子足球运动员，场上位置是中场。他曾代表意大利国家队参加1934年国际足联世界杯，结果获得冠军。